# Norton Skate de 1979
O Norton Skate de 1979 foi a primeira edição do Norton Skate (atualmente Skate America), um evento anual de patinação artística no gelo organizado pela Associação dos Estados Unidos de Patinação Artística (em inglês:  United States Figure Skating Association). A competição foi disputada na cidade de Lake Placid, Nova Iorque, Estados Unidos.

## Eventos
- Individual masculino
- Individual feminino
- Duplas
- Dança no gelo

## Medalhistas
| Evento                        | Ouro                                                | Prata                                                 | Bronze                                              |
| Individual masculino detalhes | Scott Hamilton · Estados Unidos                     | Scott Cramer · Estados Unidos                         | Jan Hoffmann · Alemanha Oriental                    |
| Individual feminino detalhes  | Lisa-Marie Allen · Estados Unidos                   | Susanna Driano · Itália                               | Sandy Lenz · Estados Unidos                         |
| Duplas detalhes               | Sabine Baeß · Tassilo Thierbach · Alemanha Oriental | Kitty Carruthers · Peter Carruthers · Estados Unidos  | Vicki Heasley · Robert Wagenhoffer · Estados Unidos |
| Dança no gelo detalhes        | Krisztina Regőczy · András Sallay · Hungria         | Natalia Bestemianova · Andrei Bukin · União Soviética | Lorna Wighton · John Dowding · Canadá               |

## Resultados

### Individual masculino
| Pos.              | Nome           | Nacionalidade     |
| ----------------- | -------------- | ----------------- |
| Medalha de ouro   | Scott Hamilton | Estados Unidos    |
| Medalha de prata  | Scott Cramer   | Estados Unidos    |
| Medalha de bronze | Jan Hoffmann   | Alemanha Oriental |
| ...               |                |                   |

### Individual feminino
| Pos.              | Nome             | Nacionalidade  |
| ----------------- | ---------------- | -------------- |
| Medalha de ouro   | Lisa-Marie Allen | Estados Unidos |
| Medalha de prata  | Susanna Driano   | Itália         |
| Medalha de bronze | Sandy Lenz       | Estados Unidos |
| ...               |                  |                |

### Duplas
| Pos.              | Nome                                | Nacionalidade     |
| ----------------- | ----------------------------------- | ----------------- |
| Medalha de ouro   | Sabine Baeß / Tassilo Thierbach     | Alemanha Oriental |
| Medalha de prata  | Kitty Carruthers / Peter Carruthers | Estados Unidos    |
| Medalha de bronze | Vicki Heasley / Robert Wagenhoffer  | Estados Unidos    |
| ...               |                                     |                   |

### Dança no gelo
| Pos.              | Nome                                | Nacionalidade   |
| ----------------- | ----------------------------------- | --------------- |
| Medalha de ouro   | Krisztina Regőczy / András Sallay   | Hungria         |
| Medalha de prata  | Natalia Bestemianova / Andrei Bukin | União Soviética |
| Medalha de bronze | Lorna Wighton / John Dowding        | Canadá          |
| ...               |                                     |                 |

## Quadro de medalhas
| Ordem | País              | Medalha de ouro | Medalha de prata | Medalha de bronze |    | Ordem por total |
| ----- | ----------------- | --------------- | ---------------- | ----------------- | -- | --------------- |
| 1     | Estados Unidos    | 2               | 2                | 2                 | 6  | 1               |
| 2     | Alemanha Oriental | 1               |                  | 1                 | 2  | 2               |
| 3     | Hungria           | 1               |                  |                   | 1  | 3               |
| 4     | Itália            |                 | 1                |                   | 1  | 3               |
| 4     | União Soviética   |                 | 1                |                   | 1  | 3               |
| 6     | Canadá            |                 |                  | 1                 | 1  | 3               |
| TOTAL | TOTAL             | 4               | 4                | 4                 | 12 | —               |